# Oyotún (distrito)
Oyotún é um distrito do Peru, departamento de Lambayeque, localizada na província de Chiclayo.

## Transporte
O distrito de Oyotún é servido pela seguinte rodovia:
- PE-1NI, que liga a cidade de Lagunas ao distrito de Bolívar (Cajamarca)[1][2][3]